# One Song From Two Hearts/ダイヤモンド
『One Song From Two Hearts/ダイヤモンド』（ワン ソング フロム トゥー ハーツ / ダイヤモンド）は、コブクロの23枚目のシングル。2013年7月24日にワーナーミュージック・ジャパンから発売された。

## 解説
前作『紙飛行機』から8か月を置いてのシングル。2013年のツアー「One Song From Two Hearts」の1曲目に演奏された同名の楽曲と、『熱闘甲子園』のテーマソングとして書き下ろされ、同じツアーで披露された新曲「ダイヤモンド」の両A面シングルである。コブクロの両A面シングルは『永遠にともに/Million Films』以来およそ9年ぶりとなっている。
ファンサイト限定盤には2013年ツアー「One Song From Two Hearts」のツアーパンフレット、および追加トラックとして同ツアーで初披露された新曲「未来切手」のライブ音源バージョンが付属する。
初動売上は『流星』以来4作ぶりに6万枚を上回った。

## 収録曲
全編曲：コブクロ
1. One Song From Two Hearts [3:38]　作詞：小渕健太郎　作曲：小渕健太郎・黒田俊介
ミズノベースボールCMソング。
シングル曲では最も演奏時間が短く、初めて4分を切っている。
2. ダイヤモンド [5:38]　作詞・作曲：小渕健太郎
朝日放送・2013ABC夏の高校野球応援ソング、第95回全国高校野球選手権大会中継テーマ曲、『熱闘甲子園』テーマ曲
2013年夏の高校野球開催期間中に限り阪神甲子園駅の列車到着時メロディにも使用されていた。
3. ラブレター [5:45]　作詞・作曲：小渕健太郎
4. One Song From Two Hearts（Instrumental）
5. ダイヤモンド（Instrumental）
6. ラブレター（Instrumental）
7. 未来切手（Live ver.、ファンサイト限定盤のみ）

## 楽曲の収録アルバム
- One Song From Two Hearts(#1,2)
- ALL TIME BEST 1998-2018(#1,2)
- Seasons Selection〜Summer〜 (#2)
- ALL SEASONS BEST (#2)

※「ラブレター」はアルバム未収録